# Herindelingsmonument Woerden

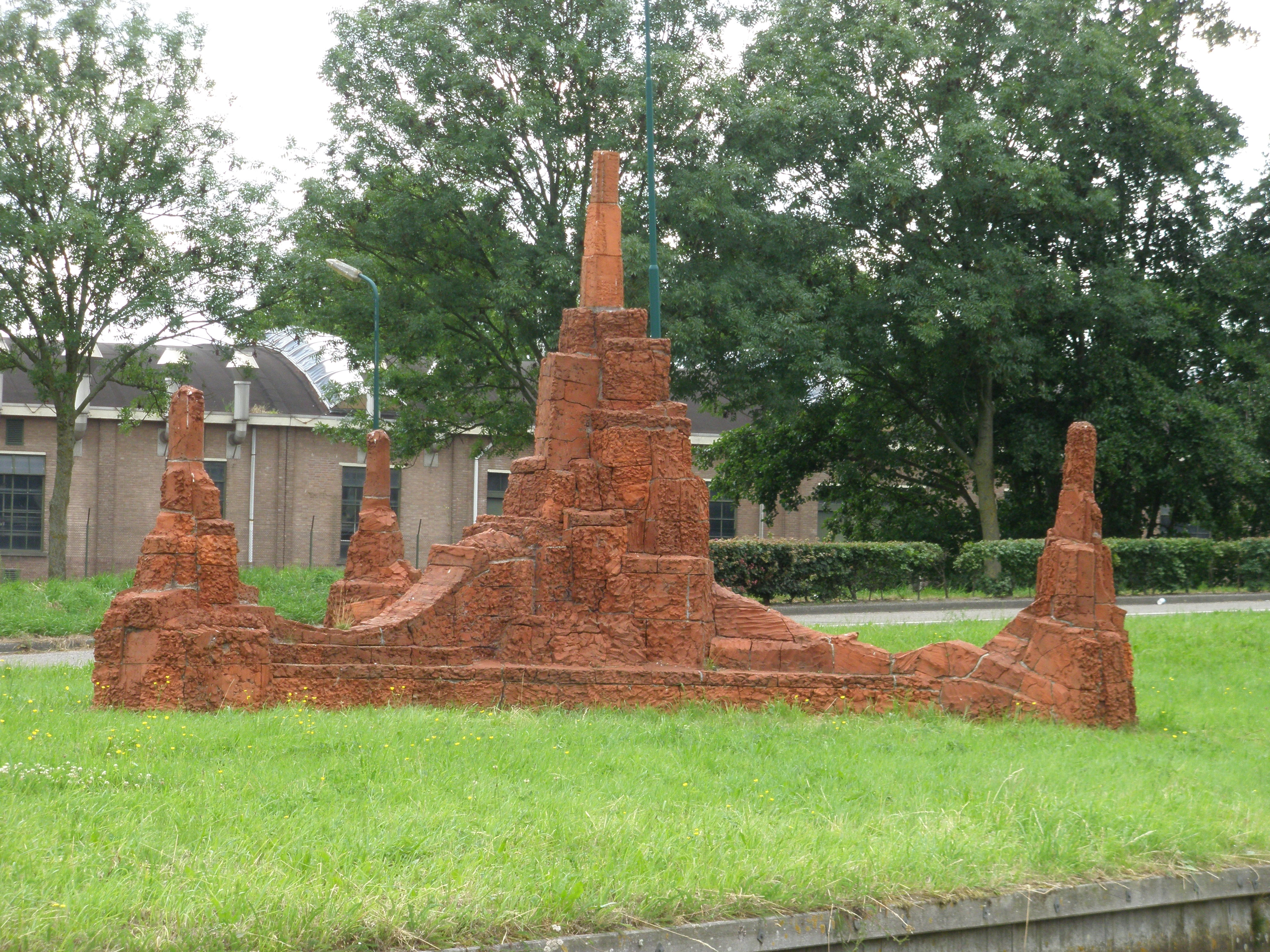

Het herindelingsmonument Woerden is een beeld dat is opgericht in Woerden langs de spoorlijn Woerden - Leiden/Gouda, bij de Polanerbaan. Het is een van de grootste kunstwerken dat in Nederland in de openbare ruimte staat.
Het monument is ontworpen door Hans van der Pennen. Het monument staat symbool voor de samenvoeging van de drie voormalige gemeenten, Kamerik, Zegveld en Woerden tot één nieuwe gemeente Woerden op 1 januari 1989. Opdrachtgever voor het monument was de provincie Zuid-Holland, waar Woerden tot het moment van de samenvoeging toe behoorde. Na de samenvoeging viel de gemeente onder de provincie Utrecht. Na een wedstrijd kreeg van der Pennen in 1990 de opdracht voor het monument. Het kunstwerk zou eerst geplaatst worden aan de Zandwijksingel, maar omdat de buurtbewoners daartegen waren werd het in 1996 geplaatst aan de Polanerbaan. Het monument is door de plaatsing niet toegankelijk voor voetgangers, hoewel dat wel de bedoeling was van de kunstenaar.

## Opbouw en symboliek
Het kunstwerk is gemaakt van terracotta, gemetselde rode klei. Het kunstwerk is 5 meter hoog. De drie "poten" hebben elk een lengte van 8,5 m. Aan de buitenzijde staan drie kleine torens, en in het midden één grote. Het kunstwerk is gemaakt van 391 losse elementen met in totaal 13 ton klei.

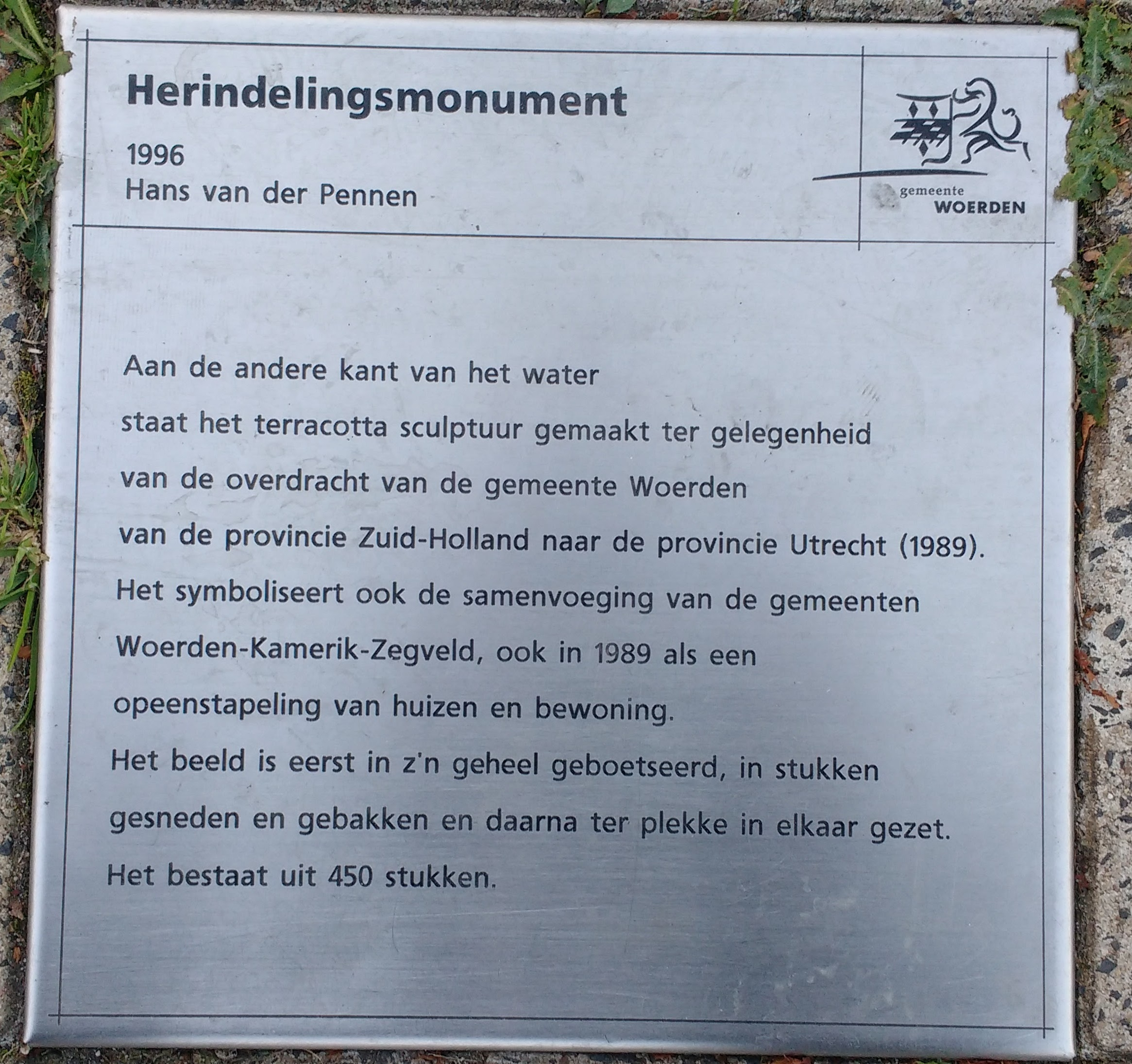

De klei van het kunstwerk staat voor de fabrieken van dakpannen die in de geschiedenis van Woerden een grote rol hebben gespeeld. De torens en de muren staan symbool voor de voormalige rol van Woerden als vestingstad. De kunstenaar noemde het monument in eerste instantie Drie eenheid, maar het gemeentebestuur gaf de voorkeur aan de titel Herindelingsmonument.